# Dolichopareias
Dolichopareias disjectus és una espècie extinta de tetràpode lepospòndil que va viure a la fi del període Carbonífer en el que avui és Escòcia.